# Dugongidae
I dugongidi (Dugongidae Gray, 1821) sono una famiglia dell'ordine dei sirenii. La famiglia annovera una sola specie sopravvissuta, il dugongo (Dugong dugon), una specie recentemente estinta nel Pacifico settentrionale, la ritina di Steller (Hydrodamalis gigas) e un certo numero di generi estinti noti dai fossili.

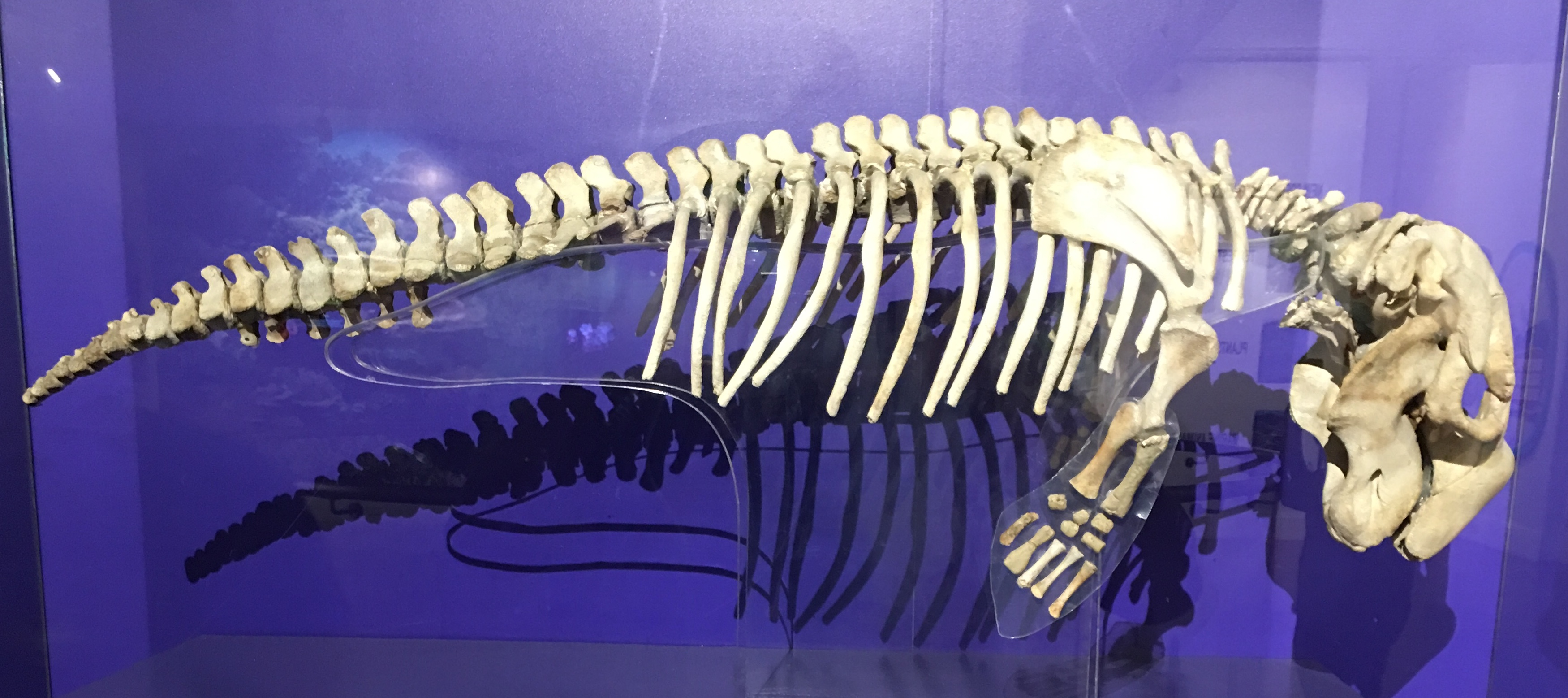
Scheletro di dugongo in mostra al Museo nazionale delle Filippine

## Tassonomia
La famiglia comprende i seguenti generi:
- - Genere †Anisosiren
  - Genere †Caribosiren
  - Genere †Indosiren
  - Genere †Lentiarenium
  - Genere †Kaupitherium[1]
  - Genere †Paralitherium
  - Genere †Priscosiren[2]
  - Genere †Prohalicore
  - Genere †Sirenavus
  - Subfamiglia †Halitheriinae
    - Genere †Halitherium (nomen dubium)

  - Subfamiglia Dugonginae
    - Genere †Bharatisiren
    - Genere †Callistosiren[3]
    - Genere †Crenatosiren
    - Genere †Corystosiren
    - Genere †Culebratherium
    - Genere †Dioplotherium
    - Genere †Domningia
    - Genere Dugong
      - Specie Dugong dugon, dugongo

    - Genere †Italosiren[4]
    - Genere †Kutchisiren
    - Genere †Nanosiren
    - Genere †Norosiren
    - Genere †Rytiodus
    - Genere †Xenosiren

  - Subfamiglia †Metaxytheriinae
    - Genere †Metaxytherium

  - Subfamiglia †Hydrodamalinae
    - Genere †Dusisiren
    - Genere †Hydrodamalis
      - Specie †Hydrodamalis cuestae
      - Specie †Hydrodamalis spissa[5]
      - Specie †Hydrodamalis gigas

I generi Eosiren, Eotheroides e Prototherium erano stati assegnati a Halitheriinae in passato, ma recenti analisi cladistiche li hanno ricondotti al clade di cui fanno parte i Trichechidae. Inoltre, Halitheriinae è parafiletica rispetto a Dugonginae e Hydrodamalinae, e un ulteriore uso del nome dovrebbe essere scoraggiato in quanto il tipo di genere si basa su un dente non-diagnostico.